# كرة القدم في الألعاب الأولمبية الصيفية 2008
مسابقة كرة القدم في الألعاب الأولمبية الصيفية 2008 أقيمت في بكين وعدد آخر من المدن الصينية من 6 أغسطس حتى 24 أغسطس. وستشارك الفرق بمنتخباتها الرجالية والنسائية لتحت 23 سنة، وتستطيع فرق الرجال بأن تصطحب ثلاثة لاعبين أكبر من هذا العمر.
سيشارك 16 فريق رجال في البطولة، بينما تشارك النساء في 12 فريق، وستبدأ البطولة قبل يومين من بدأ الألعاب الأولمبية، وستنتهي قبل نهاية الألعاب الأولمبية بليلة.

## الملاعب
| المدينة      | الاستاد               | السعة  |
| ------------ | --------------------- | ------ |
| بكين         | ملعب بكين الوطني      | 91.000 |
|              | ملعب المركز الأولمبي  | 72.000 |
| غوينغهوانداو | ملعب المركز الأولمبي  | 33.500 |
| شنغهاي       | ملعب شانغهاي          | 80.000 |
| شينجيانغ     | ملعب شينيانغ الأولمبي | 60.000 |
| تيانجين      | ملعب المركز الأولمبي  | 60.000 |

## بطولة كرة القدم

### الرجال
| المجموعة الأولى - الأرجنتين - أستراليا - ساحل العاج - صربيا | المجموعة الثانية - اليابان - هولندا - نيجيريا - الولايات المتحدة | المجموعة الثالثة - بلجيكا - البرازيل - الصين - نيوزيلندا | المجموعة الرابعة - الكاميرون - [[ملف:\|23x15px\|border \|alt=\|link=]] هندوراس - إيطاليا - كوريا الجنوبية |

#### الميداليات
| المسايقة       | الذهبية   | الفضية  | البرونزية |
| -------------- | --------- | ------- | --------- |
| كرة قدم للرجال | الأرجنتين | نيجيريا | البرازيل  |

### نساء
| المجموعة الأولى - الأرجنتين - كندا - الصين - السويد | المجموعة الثاني - البرازيل - ألمانيا - كوريا الشمالية - نيجيريا | المجموعة الثالثة - اليابان - نيوزيلندا - النرويج - الولايات المتحدة |

#### الميداليات
| المسايقة       | الذهبية          | الفضية   | البرونزية |
| -------------- | ---------------- | -------- | --------- |
| كرة قدم للنساء | الولايات المتحدة | البرازيل | ألمانيا   |